# 媞格·普莱斯利
媞格·普莱斯利 (Teagan Presley,1985年7月24日—)是一名美国女性色情演员。她艺名中的Teagan来自于她的父母對她的乳名而另一部分Presley是为了表达对Lisa Marie Presley的敬意。

## 生平

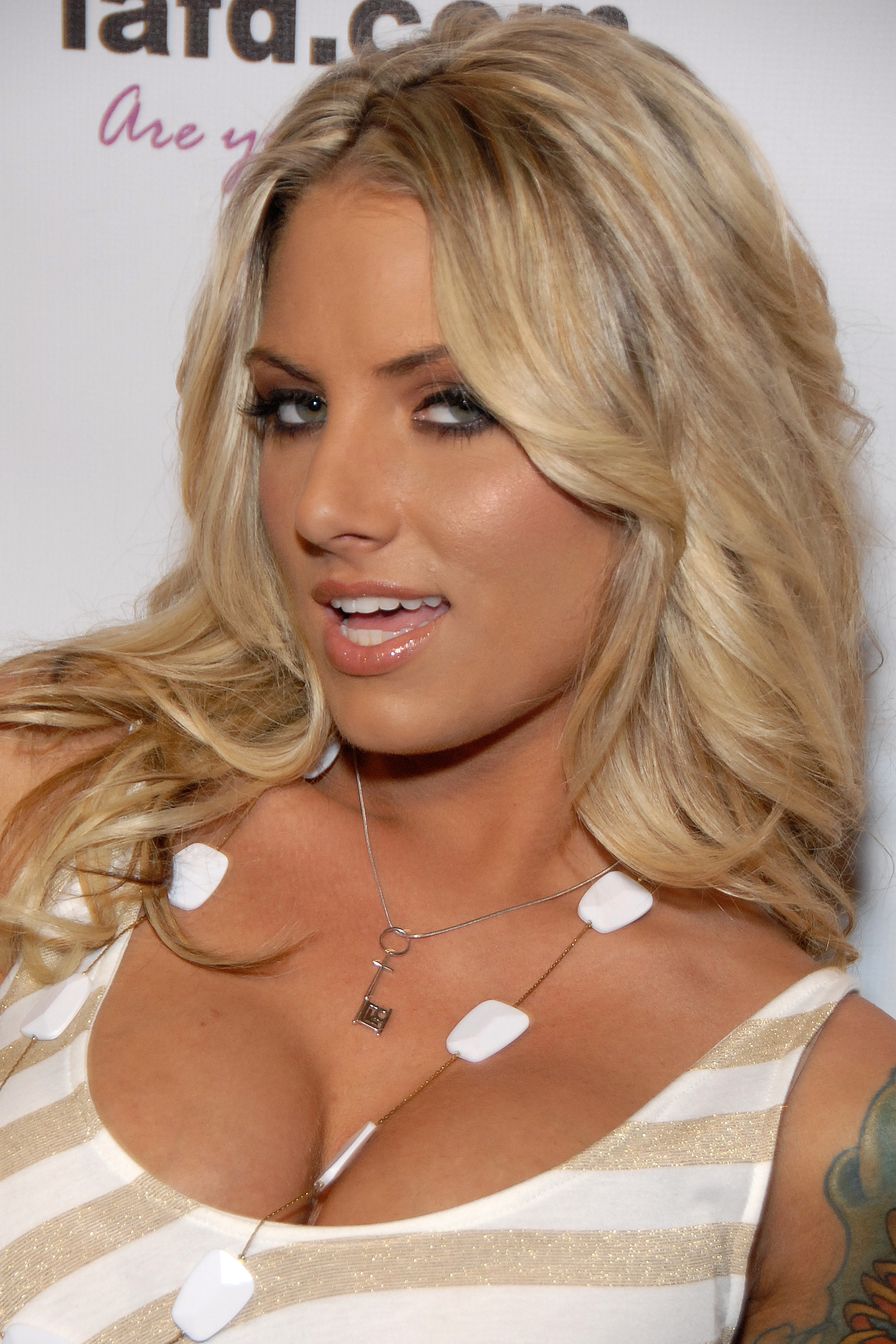
普莱斯利於2009年

普莱斯利曾和一个不赚钱供养她的男朋友在一起生活，所以她开始跳脱衣舞来赚外快，以维持必要的生活开支。随后她得以寻找到一个网站代理从事裸体模特的工作。给她带来了收入。在接下来的八个月里，她在大约70部色情电影中演出，其中一些电影中有肛交镜头。
2004年末，她与成人电影公司數位遊樂場签订了一份为期3年的高级合同。
她表示：「我第一次参与色情电影是为了报复我的前男友。」
普莱斯利也曾出现在一些主流电视媒体中。在2004年，她和成人女星Cytherea一起参加了《霍華德·史特恩秀》节目的拍摄，她们在节目中担当评审，来审核那些想进入成人电影界的女孩。
2007年11月和Tyler Durden结婚，2008年7月离婚。
在2010年被男士杂志Maxim评为12大色情女星之一。